# 101 Dalmatiner (1996)
101 Dalmatiner, auch: 101 Dalmatiner – Diesmal sind die Hunde echt, ist eine US-amerikanische Familienkomödie von Stephen Herek im Verleih von Walt Disney Productions aus dem Jahr 1996. Die Handlung basiert auf Dodie Smiths gleichnamigem Roman und dem Zeichentrickfilm 101 Dalmatiner, wobei darauf geachtet wurde, die Figuren ähnlich den Zeichentrickfiguren zu besetzen.

## Handlung
Dem erfolglosen Londoner Videospieleentwickler Roger Dearly begegnet bei einem Unfall im Park die hübsche Anita, die wie er einen Dalmatiner besitzt. Die beiden Hunde Pongo und Perdi, wie auch ihre zweibeinigen Besitzer, verlieben sich sofort ineinander und heiraten. Bereits kurze Zeit später ist nicht nur Anita schwanger, sondern auch Perdi erwartet Nachwuchs. Anitas exzentrische Arbeitgeberin Cruella De Vil wird dadurch auf den Plan gerufen. Anita, die für Cruella als Modedesignerin arbeitet, hatte kurz zuvor einen Mantel entworfen, der wie ein Dalmatiner aussieht. Cruella will nun unbedingt einen Pelzmantel in diesem Muster.
Als der Nachwuchs da ist, steht plötzlich Cruella bei den Dearlys vor der Tür und möchte die Welpen kaufen, sie bietet 7.500 Pfund.
Als Cruella aufdringlich wird, merken beide erschrocken, dass sie nichts Gutes im Schilde führt, und lehnen ab. Wutentbrannt feuert Cruella Anita, verschwindet und lässt ein paar Wochen später die Welpen entführen. Sie werden von den beiden trotteligen Kleinverbrechern Horace und Jasper zusammen mit Dalmatinerwelpen anderer Besitzer in Cruellas alten und mittlerweile verlassenen Familiensitz außerhalb Londons gebracht. Dort warten die Ganoven auf den Tierhäuter Mr. Skinner, der den Kleinen in Cruellas Auftrag das Fell abziehen soll. Pongo und Perdi haben über eine „Bellkette“ andere Tiere benachrichtigt und herausgefunden, wo sich ihre Jungen befinden, und machen sich auf den Weg. Inzwischen ist allen Welpen mit Hilfe anderer Tiere die Flucht gelungen. Auf einem Bauernhof kommt es zur Wiedervereinigung.
Roger und Anita alarmieren die Polizei, nachdem Anita herausgefunden hat, dass Cruella den Mantel will, den sie entworfen hat. Die Polizei findet bei Cruella das Fell eines Sibirischen Tigers und ist sich nun auch sicher, dass sie hinter der Entführung steckt. Doch Cruella ist bereits dabei, die Welpen wieder einzufangen. Dank des Zusammenhalts aller Tiere können Cruella, Mr. Skinner und die Banditen aber überwältigt und nach einigen peinlichen und schmutzigen Unfällen verhaftet werden. Die Welpen gelangen zu ihren Besitzern zurück. Weil sich für die restlichen 84 geraubten Welpen keine Besitzer gemeldet haben, dürfen Roger und Anita alle miteinander adoptieren. Sie gründen eine Hundefarm, auf der sie neben den Dalmatinern auch ihr erstes eigenes Kind aufziehen. Als sie in der letzten Szene über Kinder reden, eröffnet Anita Roger, dass sie eine „kleine Überraschung“ für ihn hat.

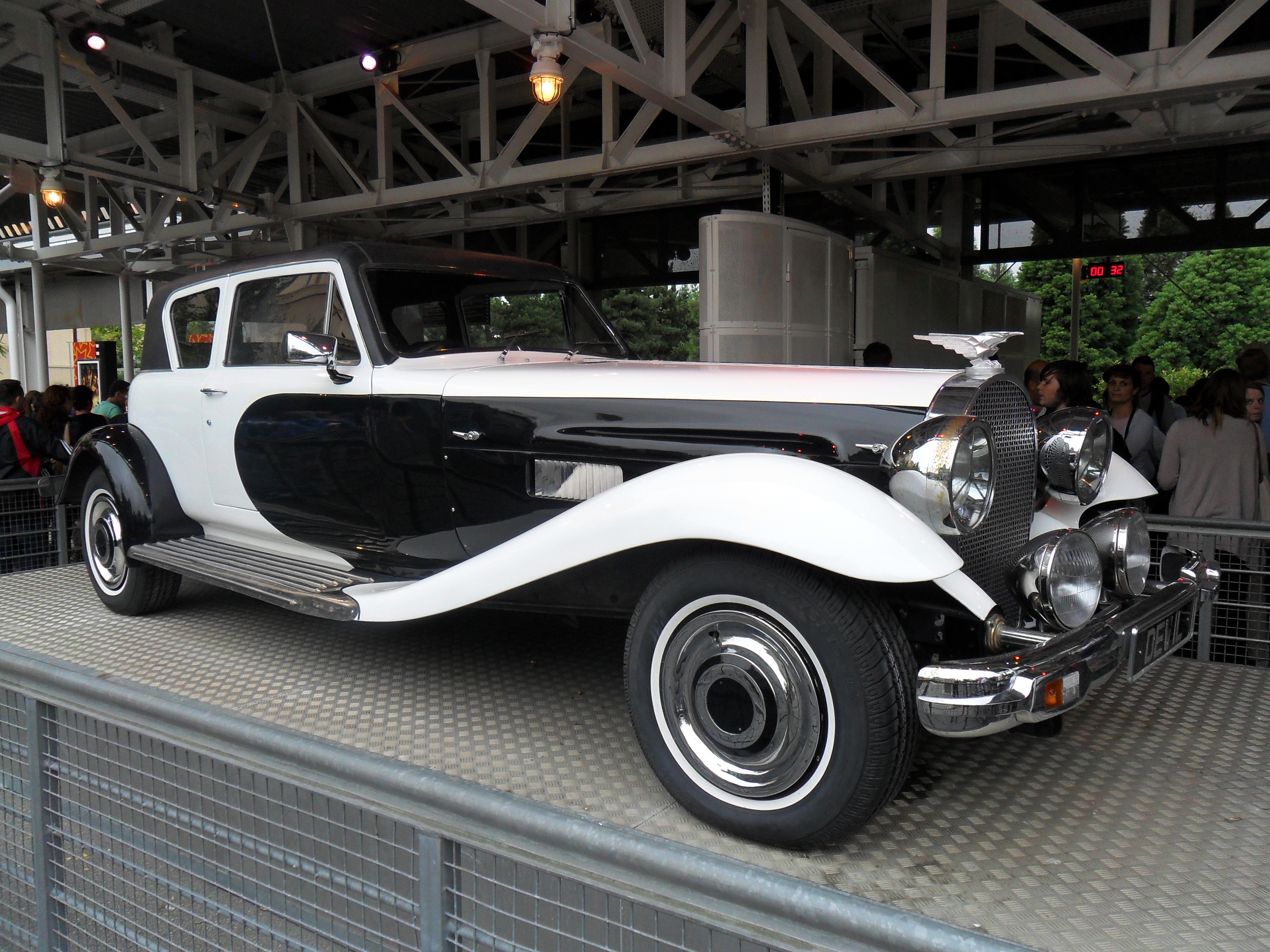
Cruellas Auto, der Panther DeVille

## Synchronisation
Die deutsche Synchronbearbeitung fertigte die Lingua Film GmbH, München, an.
| Rollenname     | Darsteller       | Deutsche Synchronstimme  |
| -------------- | ---------------- | ------------------------ |
| Cruella De Vil | Glenn Close      | Kerstin Sanders-Dornseif |
| Roger          | Jeff Daniels     | Wolfgang Condrus         |
| Anita          | Joely Richardson | Carin C. Tietze          |
| Nanny          | Joan Plowright   | Ursula Traun             |
| Jasper         | Hugh Laurie      | Gudo Hoegel              |
| Frederick      | Hugh Fraser      | Fritz von Hardenberg     |
| Horace         | Mark Williams    | Claus Brockmeyer         |
| Herbert        | Zohren Weiss     | Tristano Casanova        |

## Hintergründe
Der Film spielte in den Kinos weltweit rund 321 Millionen US-Dollar ein, davon 136 Millionen US-Dollar in den USA.

## Auszeichnungen
Nominierung Golden Globe 1997
Glenn Close als Beste Hauptdarstellerin – Komödie oder Musical
Nominierung Golden Satellite 1997
Glenn Close als Beste Hauptdarstellerin – Komödie oder Musical

## Kritiken
In englischsprachigen Medien fand der Film ein überwiegend negatives Echo. Basierend auf der Auswertung von 36 Filmkritiken weist Rotten Tomatoes eine Zustimmungsquote von lediglich 39 Prozent aus.

„Gelingt zu Beginn noch die einfallsreiche Paraphrase, so gleitet der Film zusehends in belanglose Unterhaltung für Kinder und sich verselbständigende Situationskomik ab.“

„Dies ist ein jämmerlicher Film. Er ist nicht nur völlig unnötig (die Zeichentrickversion hätte genügt), sondern auch ein eklatantes Beispiel für Disneys ungezügelte Kommerzialisierung.“

„Ein Familienfilm voller Action und Turbulenz mit einer unglaublichen Vielfalt an Vierbeinern, der es aber nicht mit dem Charme des Disney-Klassikers von 1961 aufnehmen kann.“

## Fortsetzung
Der Film 102 Dalmatiner aus dem Jahr 2000 baut inhaltlich kaum auf den Vorgänger auf; lediglich die Handlung um Cruella De Vil wird fortgeführt. Kritiker haben den Film unter anderem „nur einen billigen Aufguss“ des ersten Teils genannt. 2015 wurde der Film Cruella angekündigt; ein Vorläufer zum Originalfilm, der die Ursprünge der Bösewichtin Cruella De Vil, gespielt von Emma Stone, behandelt. Für den von Craig Gillespie inszenierten Film wurde im Februar 2021 ein Trailer veröffentlicht; der Film erschien im Mai.